# Makrountersuchung

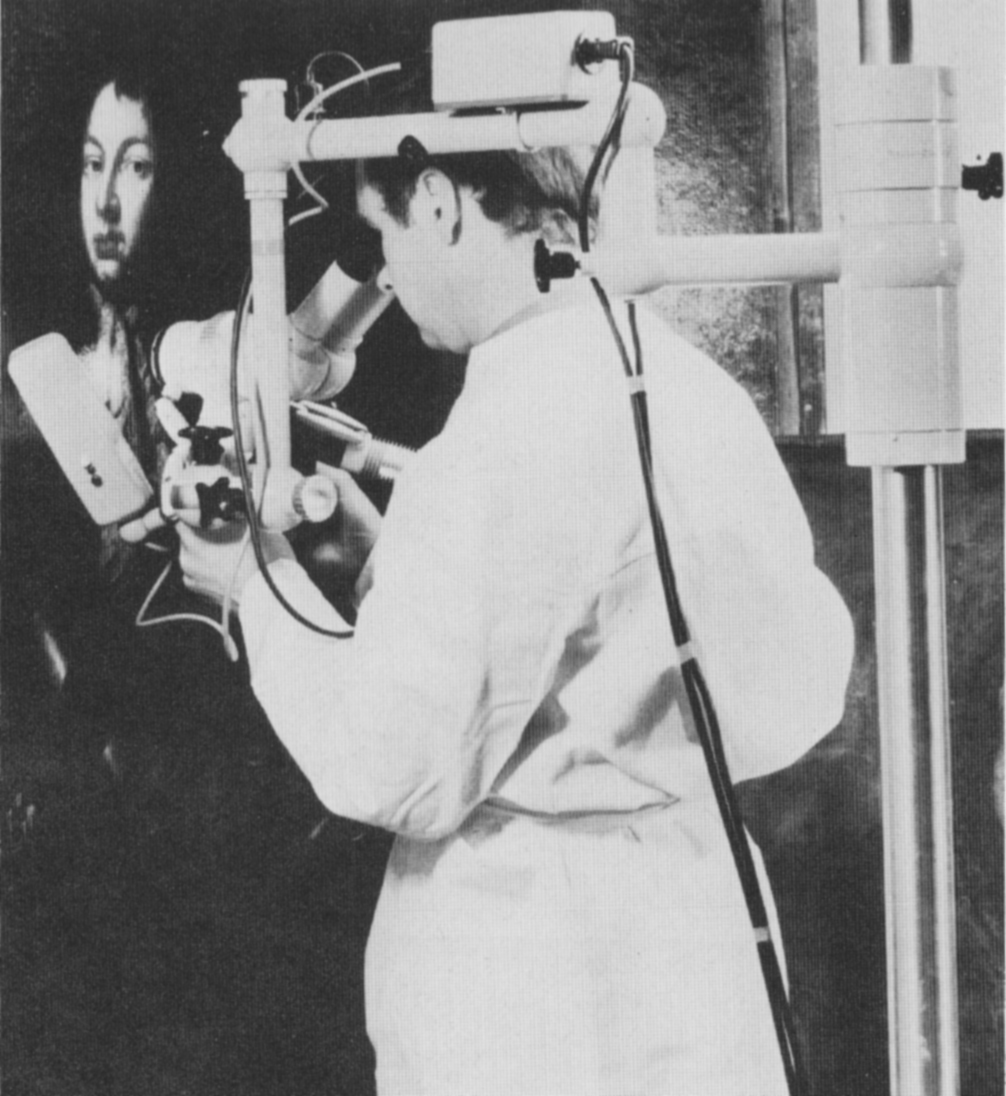
Makrountersuchung eines Gemäldes.

Bei der Makrountersuchung wird die Malschicht eines Gemäldes in einem Vergrößerungsbereich von ca. 2:1 bis etwa 25:1 mit Hilfe einer Lupe oder einem Stereomikroskop untersucht. Die Dokumentation und Auswertung einer Makrountersuchung findet mit Hilfe von Makrofotos statt. Deshalb beinhaltet dieser Artikel auch das Gebiet der Gemäldefotografie im Nah- und Makrobereich.

## Einsatzbereich

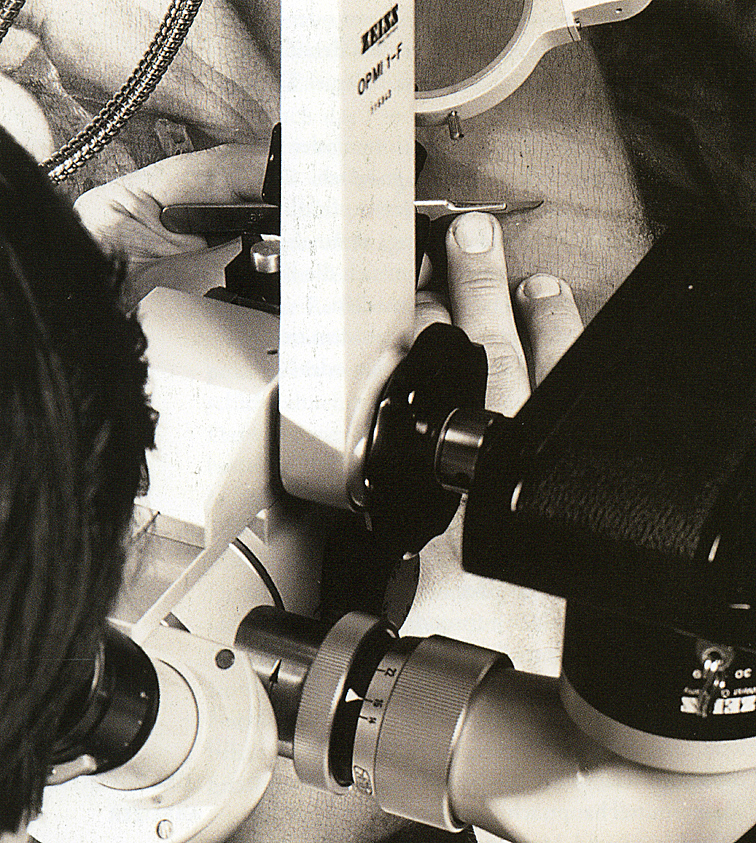
Dokumentation eines Arbeitsvorganges im Makrobereich.

Die Makrountersuchung gehört zu den Verfahren der Gemäldeuntersuchung, die unter dem Oberbegriff Gemäldeflächenuntersuchung zusammengefasst werden. Die wichtigsten Arbeitsgebiete, auf denen dieses Verfahren eingesetzt wird, sind die stilkritische Untersuchung (Stilkritik), die Untersuchung der Maltechnik, die Untersuchung von Beschriftungen und Signaturen, die Untersuchung des Craquelés sowie die konservatorisch-restauratorische Untersuchung.

## Historischer Überblick
Gegen Ende des 19. Jahrhunderts beginnt die Kunstwissenschaft, das Gemäldedetail und den maltechnischen Aufbau eines Gemäldes in ihre Forschung miteinzubeziehen. Wir wissen wenig über den Ablauf dieser ersten Untersuchungen. Es ist aber anzunehmen, dass sie mit der Lupe vorgenommen wurden. Das Mikroskop wird erst in den Anfangsjahren des 20. Jahrhunderts systematisch für die Gemäldeuntersuchung eingesetzt.
Arthur Pillans Laurie, ein englischer Chemiker, gilt als Pionier in diesem Forschungsbereich. Er entwickelte für die Makrountersuchung das sogenannte „traveling microscope“, ein Mikroskop, das an einem Stativ vor oder über dem Gemälde befestigt wurde. Seine systematischen Untersuchungen galten der Pinselführung (brush-work), das heißt, der künstlerischen Handschrift. 1930 berichtete Laurie vor der Internationalen Museumskonferenz in Rom, die unter der Schirmherrschaft des Völkerbundes stand, mit Hilfe von Makrofotos über seine Untersuchungsergebnisse. In einer Resolution wurde die Bedeutung der Makrountersuchung als Hilfe bei Fragen der Zuschreibung anerkannt. 1932 publizierte er eine umfassende Arbeit über die Pinselführung Rembrandts und seiner Schule.

## Technik
Für die Makrountersuchung wird heute, neben den verschiedenen Lupen, überwiegend das Stereomikroskop benutzt. Das Stereomikroskop wurde um die Wende vom 19. zum 20. Jahrhundert bei Zeiss entwickelt. Es wurde ein unentbehrliches Hilfsmittel für die Gemäldekunde. Alle Untersuchungen, für die das menschliche Auge einer Vergrößerung bedarf, lassen sich mit diesem Gerät leichter vornehmen. Sie können am stehenden, hängenden oder liegenden Kunstwerk durchgeführt werden. Für die Untersuchung gibt es spezielle Stative. Eine kombinierte Verwendung ermöglichen die modernen Operationsstative, an die sich ein Stereomikroskop mit Fototubus freitragend befestigen und in alle Positionen schwenken lässt.

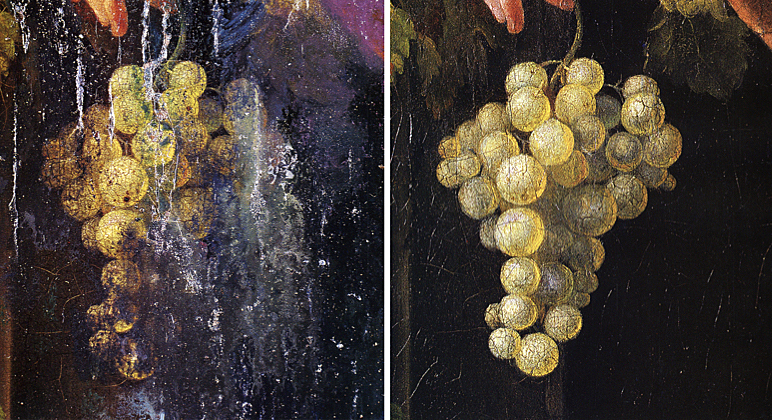
Dokumentation einer Restaurierung im Nahbereich.

## Gemäldefotografie im Nah- und Makrobereich

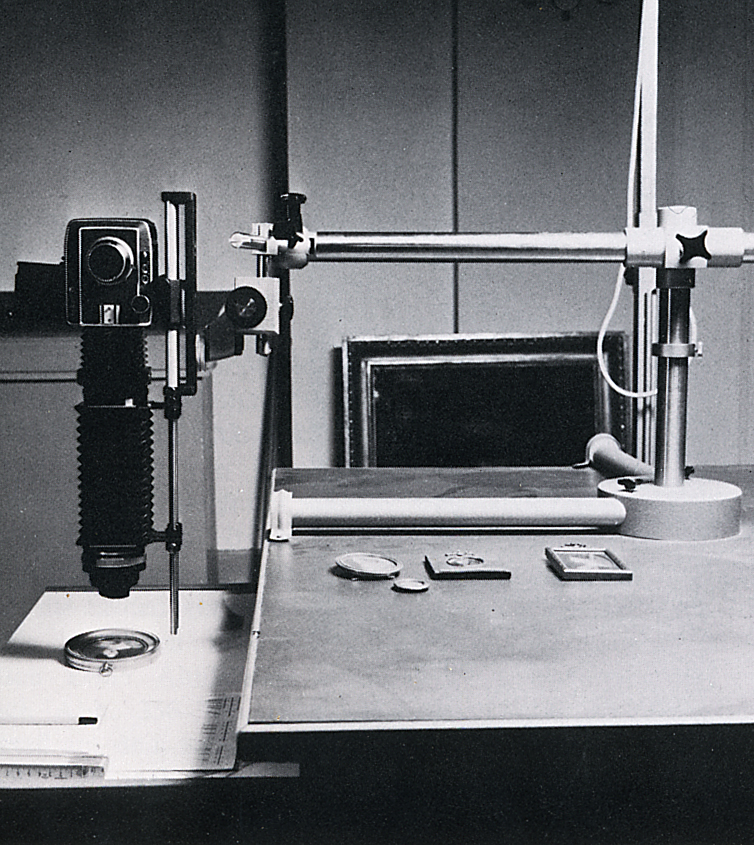
Dokumentation der Maltechnik von Miniaturen mit einer Rollei SL66 mit Balgenvorsatz.

Die Makrofotografie erfolgt nach der Makrountersuchung mit der am Stereomikroskop befindlichen Digitalkamera, um die gewonnenen Erkenntnisse für die weitere Auswertung zu dokumentieren. Weiterhin ist dies mit einer besonders hierfür ausgestatteten Kamera (Zwischenringe, Balgen, Makroobjektive) möglich. Trotz erster früher Arbeiten gegen Ende des 19. Jahrhunderts gewinnt die Gemäldefotografie im Nah- und Makrobereich erst mit dem Aufkommen panchromatischer Filme mit ihrer höheren Empfindlichkeit und der Möglichkeit, die Farben eines Gemäldes in abgestuften Grauwerten tonwertrichtig wiederzugeben, in der Kunstgeschichte und in den Restaurierungsateliers an Bedeutung. Noch 1937 waren die Möglichkeiten der Vergrößerung begrenzt. Makrofotos findet man, wahrscheinlich aus diesen und aus drucktechnischen Gründen, erst in den zwanziger und dreißiger Jahren häufiger in der kunstwissenschaftlichen Fachliteratur.
Welche Vorteile diese Technik bietet, zeigt sich beim Studium älterer  Publikationen. Giovanni Morelli, ein italienischer Kunsthistoriker, entwickelte 1890 eine neue Methode der Gemäldebestimmung. Seine Vergleichsbeispiele und Details musste er für die Veröffentlichung noch zeichnerisch fixieren. Auch Theodor von Frimmel veröffentlichte in seiner erstmals 1894 erschienenen „Gemäldekunde“ nur einzelne viel zu „harte“ und damit im Detail wenig aussagefähige Fotos. Moreau-Vautier 1912 und später Laurie publizierten die ersten guten Makroaufnahmen, die für die Stilkritik zu gebrauchen waren. Besonders Laurie ist wegweisend für die stilkritische Makrountersuchung mit seiner umfassenden Arbeit über den Malstil Rembrandts und seiner Schule (s. o.).

## Ausleuchtung
Die Ausleuchtung für die Makrountersuchung und die Makrofotografie erfolgt mit Scheinwerfern (Spotlights) eventuell auch Projektoren, die ein gebündeltes „scharfes“ Licht auf das Gemälde strahlen. Sie heben die Oberflächenstruktur stärker hervor und erlauben in der Regel auch Formgebungen in sehr dunklen Farbbereichen zu interpretieren.